# Beovizija 2020
La nona edizione di Beovizija si è tenuta dal 28 febbraio al 1º marzo 2020 e ha selezionato il rappresentante della Serbia all'Eurovision Song Contest 2020 a Rotterdam.
Le vincitrici sono state le Hurricane con Hasta la vista.

## Organizzazione
Beovizija è il festival musicale che funge da metodo di selezione nazionale per la Serbia all'Eurovision Song Contest. La nona edizione, come le precedenti, è stata organizzata dall'emittente nazionale Radio-televizija Srbije (RTS).
Come nell'edizione precedente, il festival è consistito in due semifinali, trasmesse in diretta il 28 e il 29 febbraio 2020, ciascuna delle quali ha visto dodici partecipanti competere per sei biglietti per la finale, che si è tenuta il successivo 1º marzo. Sia nelle semifinali che nella finale i risultati sono stati decretati da una combinazione di televoto e voto della giuria.
Il 10 febbraio 2020 RTS ha annunciato i quattro presentatori del festival: Dragana Kosjerina (presentatrice del programma nel 2018 e nel 2019), Kristina Radenković (presentatrice del programma nel 2018), Jovan Radomir (presentatore dell'allocation draw e della cerimonia di apertura dell'Eurovision Song Contest 2016 e portavoce per la Svezia all'Eurovision Song Contest nel 2004 e nel 2006) e Stefan Popović (attore, giornalista e presentatore australiano con origini serbe).

## Partecipanti
Dal agosto a dicembre 2019 RTS ha aperto la possibilità agli artisti di inviare le proprie canzoni per l'anno successivo, con il limite che ciascuna canzone doveva essere cantata da un cittadino serbo, e in una delle otto lingue ufficialmente riconosciute nel paese. I ventiquattro partecipanti sono stati scelti fra le novanta proposte, e sono stati rivelati il 9 gennaio 2020. Le canzoni sono state pubblicate il successivo 6 febbraio.
| Artista                           | Titolo             | Compositori |
| --------------------------------- | ------------------ | --- |
| Ana Milenković                    | Tajna              | Dušan Bačić |
| Andrija Jo & Isidora Mitić        | Oči meduze         | Jimmy Jansson, Palle Hammarlund, Laurell Barker                                                                     |
| Balkubano                         | Svadba velika      | Nikola Burovac, Danijel Đurić                                                                                       |
| Biljana Đurđević & Amvon Duo      | Raj                | Tina Amvon |
| Bojana Mašković                   | Kao muzika         | Goran Kovačić, Bojana Mašković                                                                                      |
| Branislav Mojićević               | Svet sa Prokletija | Mirko Šenkovski Geronimo                                                                                            |
| EJO                               | Trag               | Stevan Milijanović                                                                                                  |
| Hurricane                         | Hasta la vista     | Nemanja Antonić, Sanja Vučić                                                                                        |
| Igor Simić                        | Ples za rastanak   | Daniel Kajmakoski, Matej Đakovski, Vladimir Danilović                                                               |
| Ivan Kurtić & Mistik Cello        | Sabajle            | Nikola Burovac, Miloš Roganović                                                                                     |
| Ivana Jordan                      | Vila               | Ivana Jordan |
| Karizma                           | Ona me zna         | Dušan Janićijević, Dejan Jelisavčić                                                                                 |
| Lazar Živanović                   | Puklo je nebo      | Michael James Day, Adis Eminić                                                                                      |
| Lift                              | Samo mi kaži       | Dimitrije Borčanin, Aleksa Vučković                                                                                 |
| Marko Marković                    | Kolači             | Vladimir Graić, Leontina Vukomanović, Nemanja Filipović, Marko Marković                                             |
| Milan Bujaković & Olivera Popović | Niti               | Petar Pupić, Milan Bjelica, Luka Racić                                                                              |
| Milica Mišić                      | Kiša               | Sashka Janx |
| Naiva                             | Baš, baš           | Zoran Živanović, Jelena Galonić                                                                                     |
| Neda Ukraden                      | Bomba              | Dušan Bačić, Dejan Nikolić                                                                                          |
| Nenad Ćeranić                     | Veruj u sebe       | Alek Aleksov, Nenad Ćeranić                                                                                         |
| Rocher Etno Band                  | Samo ti umeš to    | Rastko Aksentijević                                                                                                 |
| Sanja Bogosavljević               | Ne puštam          | Kristina Kovač, Sanja Bogosavljević                                                                                 |
| Srđan Lazić                       | Duša i telo        | Srđan Lazić, Dejan Ivanović                                                                                         |
| Thea Devy                         | Sudnji dan         | Pele Loriano, Beth Morris, Dominic Scott, Ashley Hicklin, Teodora Špirić, Petar Spirić, Aleksandra Lazarević Spirić |

## Semifinali

### Prima semifinale
La prima semifinale si è tenuta il 28 febbraio 2020 presso lo Studio 8.
| #  | Artista                      | Titolo           | Punteggio | Punteggio | Punteggio | Posizione |
| #  | Artista                      | Titolo           | Giuria    | Televoto  | Totale    | Posizione |
| -- | ---------------------------- | ---------------- | --------- | --------- | --------- | --------- |
| 1  | EJO                          | Trag             | 3         | 6         | 9         | 6         |
| 2  | Milica Mišić                 | Kiša             | 5         | 4         | 9         | 7         |
| 3  | Ivan Kurtić & Mistik Cello   | Sabajle          | 1         | 2         | 3         | 10        |
| 4  | Thea Devy                    | Sudnji dan       | 8         | 5         | 13        | 5         |
| 5  | Karizma                      | Ona me zna       | 0         | 0         | 0         | 12        |
| 6  | Andrija Jo & Isidora Mitić   | Oči meduze       | 4         | 12        | 16        | 3         |
| 7  | Sanja Bogosavljević          | Ne puštam        | 7         | 0         | 7         | 8         |
| 8  | Marko Marković               | Kolači           | 10        | 10        | 20        | 1         |
| 9  | Srđan Lazić                  | Duša i telo      | 2         | 3         | 5         | 9         |
| 10 | Neda Ukraden                 | Bomba            | 6         | 7         | 13        | 4         |
| 11 | Biljana Đurđević & Amvon Duo | Raj              | 0         | 1         | 1         | 11        |
| 12 | Igor Simić                   | Ples za rastanak | 12        | 8         | 20        | 2         |

### Seconda semifinale
La seconda semifinale si è tenuta il 29 febbraio 2020 presso lo Studio 8.
| #  | Artista                           | Titolo             | Punteggio | Punteggio | Punteggio | Posizione |
| #  | Artista                           | Titolo             | Giuria    | Televoto  | Totale    | Posizione |
| -- | --------------------------------- | ------------------ | --------- | --------- | --------- | --------- |
| 1  | Lift                              | Samo mi kaži       | 6         | 10        | 16        | 2         |
| 2  | Bane Mojićević                    | Cvet sa Prokletija | 3         | 7         | 10        | 6         |
| 3  | Balkubano                         | Svadba velika      | 0         | 1         | 1         | 11        |
| 4  | Bojana Mašković                   | Kao muzika         | 2         | 4         | 6         | 8         |
| 5  | Naiva                             | Baš, baš           | 8         | 6         | 14        | 4         |
| 6  | Rocher Etno Band                  | Samo ti umeš to    | 0         | 3         | 3         | 10        |
| 7  | Lazar Živanović                   | Puklo je nebo      | 1         | 0         | 1         | 12        |
| 8  | Ivana Jordan                      | Vila               | 7         | 0         | 7         | 7         |
| 9  | Nenad Ćeranić                     | Veruj u sebe       | 4         | 2         | 6         | 9         |
| 10 | Hurricane                         | Hasta la vista     | 12        | 12        | 24        | 1         |
| 11 | Ana Milenković                    | Tajna              | 5         | 8         | 13        | 5         |
| 12 | Milan Bujaković & Olivera Popović | Niti               | 10        | 5         | 15        | 3         |

## Finale
La finale si è tenuta il 1º marzo 2020 presso lo Studio 8.
| #  | Artista                           | Titolo             | Punteggio | Punteggio | Punteggio | Posizione |
| #  | Artista                           | Titolo             | Giuria    | Televoto  | Totale    | Posizione |
| -- | --------------------------------- | ------------------ | --------- | --------- | --------- | --------- |
| 1  | Milan Bujaković & Olivera Popović | Niti               | 5         | 1         | 6         | 9         |
| 2  | Hurricane                         | Hasta la vista     | 12        | 12        | 24        | 1         |
| 3  | Neda Ukraden                      | Bomba              | 7         | 2         | 9         | 7         |
| 4  | Andrija Jo & Isidora Mitić        | Oči meduze         | 1         | 10        | 11        | 4         |
| 5  | Igor Simić                        | Ples za rastanak   | 10        | 4         | 14        | 3         |
| 6  | Thea Devy                         | Sudnji dan         | 4         | 0         | 4         | 10        |
| 7  | EJO                               | Trag               | 0         | 0         | 0         | 12        |
| 8  | Lift                              | Samo mi kaži       | 0         | 3         | 3         | 11        |
| 9  | Ana Milenković                    | Tajna              | 3         | 8         | 11        | 5         |
| 10 | Naiva                             | Baš, baš           | 8         | 7         | 15        | 2         |
| 11 | Marko Marković                    | Kolači             | 6         | 5         | 11        | 6         |
| 12 | Bane Mojićević                    | Cvet sa Prokletija | 2         | 6         | 8         | 8         |